# Eustictus pubescens
Eustictus pubescens är en insektsart som beskrevs av Knight 1926. Eustictus pubescens ingår i släktet Eustictus och familjen ängsskinnbaggar. Inga underarter finns listade i Catalogue of Life.